# Paulo Gomes (economista)
Paulo Gomes é um economista e político guineense. Ele foi o Diretor Regional do Banco Mundial para África.

## Biografia
Paulo Gomes nasceu no seio de uma família com uma longa tradição na luta e liderança pelos direitos humanos e dignidade. O seu avô paterno foi, diversas vezes, preso pela polícia Portuguesa durante a época colonial. Os seus pais estiveram envolvidos na luta de libertação que conduziu à independência da Guiné-Bissau em 1973.
Aos onze anos, foi conduzido para vários internatos, designadamente, de Bôr, Bafatá e Bolama. Após o liceu, Paulo Gomes foi admitido no Instituto de Estudos de Relações Internacionais (ILERI), em Paris, onde concluiu o licenciatura em Economia e Comércio Internacional em 1988. Após regressar o país juntou-se à primeira equipa que começou a trabalhar sobre a economia do país, nomeadamente, no Gabinete de Assuntos Económicos, junto da Presidência da República e, posteriormente, na Direcção da Planificação Estratégica e Assessoria do Ministro das Finanças.
Em 1995, Paulo foi para a Universidade de Harvard, onde completou  o Mestrado com distinção em Política Económica e Gestão, na Faculdade de Kennedy. Dois anos mais tarde, regressou de novo à terra natal, trabalhando como Assessor Principal do Ministro das Finanças. Foi durante o seu mandato no Ministério das Finanças que Paulo Gomes foi nomeado pelo Estado da Guiné-Bissau, para o cargo de Director Executivo Adjunto e, posteriormente, Director Executivo do Banco Mundial. Paulo Gomes é membro do Conselho de Administração do Banco Africano de desenvolvimento, da Ecobank,da Asky Airlines e da AFIG Fundo de Investimento, assim como fundador e Presidente da empresa Constelor Investment Holdings. É membro do Fundo Verde para o Clima e co-fundador da Câmara do Comércio África-Sudeste Asiático, com sede em Singapura.